# Селиваново (Якутия)
Селиваново — село в Олёкминском районе Республики Саха (Якутия) России. Входит в муниципальное образование Городское поселение город Олёкминск. 
Население составляет 486 чел. (2021).

## География
Село находится в юго-западной части Якутии, в пределах левобережной части долины реки Лены, в 7 километрах от Олёкминска.
Климат
Климат характеризуется как резко континентальный. Средняя температура воздуха самого тёплого месяца (июля) составляет 18 °C; самого холодного (января) — −30 − −35 °C. Среднегодовое количество атмосферных осадков составляет 200—300 мм.

## История
Согласно Закону Республики Саха (Якутия) от 30 ноября 2004 года N 173-З N 353-III село вошло в образованное муниципальное образование Городское поселение город Олёкминск.

## Население
| 2002 | 2010 | 2021 |
| ---- | ---- | ---- |
| 630  | ↘590 | ↘486 |

Национальный состав
Согласно результатам переписи 2002 года, в национальной структуре населения русские составляли  64 %, якуты (саха) 32% от общей численности населения в 630 чел..